# أرسينيو كروز هيريرا
أرسينيو كروز هيريرا هو سياسي فلبيني، ولد في 14 ديسمبر 1863 في الفلبين، وتوفي في 8 أبريل 1917. حزبياً، نشط في Progresista Party ‏. وقد انتخب عضو مجلس النواب في الفلبين.